# No me digas que no (canción de Nikki Clan)
«No me digas que no» es una canción interpretada por la banda mexicana de pop Nikki Clan. Fue escrita originalmente en inglés por John M. Shanks, Samantha Moore y Kara Dioguardi y grabada por la cantante estadounidense Diana DeGarmo con el título de Boy Like You (Un chico como tú).